# بار زيتربيرغ
بار زيتربيرغ (بالسويدية: Pär Zetterberg)‏ هو لاعب كرة قدم سويدي في مركز الوسط، ولد في 14 أكتوبر 1970 في فالكنبرغ في السويد. شارك مع منتخب السويد تحت 16 سنة لكرة القدم ومنتخب السويد تحت 23 سنة لكرة القدم ومنتخب السويد لكرة القدم. أما مع النوادي، فقد لعب مع رويال أندرلخت ونادي أولمبياكوس ونادي رويال شارلروا ونادي فالكنبرغ.

## وصلات خارجية
- بار زيتربيرغ على موقع الاتحاد الدولي (مؤرشف)  (الإنجليزية)
- بار زيتربيرغ على موقع قاعدة بيانات كرة القدم.إي يو (الإنجليزية)
- بار زيتربيرغ على موقع ناشيونال فوتبول تيمز (الإنجليزية)